# 赤瀬川源平
もしかして
- 赤瀬川原平

ではありませんか？